# Apedemak
Apedemak era, na mitologia núbia e na mitologia egípcia, o deus da guerra, da fertilidade e da proteção do faraó. Os egípcios representavam seu nome como Pa-ir-meki (traduzido como "aquele que protege", em hieróglifos). Apedemak foi uma divindade de grande influência na religião núbia, contudo, acredita-se que possuía pouca relevância entre os egípcios.
Uma série de templos meroíticos dedicados ao deus são conhecidos da região de Butana, atual Sudão: Naqa, Meroé e Muçauarate Sufra, que aparentam ser seus principais locais de culto. No templo de Naqa, construído pelos governantes de Meroé, Apedemak era retratado como um deus com três cabeças de leão e com quatro braços, ou como uma cobra com cabeça de leão. Contudo, era frequentemente retratado como um homem com uma cabeça de leão. Seu principal símbolo era o arco e a flecha, armas associadas a guerra.
Em Naqa, as paredes também estão decoradas com imagens do deu com outras divindades egípcias, até mesmo formando uma tríade com Ísis, como sua consorte, e Hórus, como seu filho. Há também uma imagem de Apedemak com a rainha Amanitore, seu marido Natacamani e seu filho, fazendo oferendas para Apedemak. Ankhs também brotam das narinas de Apedemak para todas as narinas da família real, em um gesto que assemelha-se a está expirar "a vida eterna" sobre eles.
Há indícios de que em um período anterior na história da Núbia, existiu uma possível consorte de Apedemak, chamada de Amesami, adorada somente na Núbia. Era representada com uma coroa em forma de falcão, ou com uma Lua crescente sobre a cabeça de um falcão parado. Os poucos resquícios indicam que Amesami era uma deusa protetora, pois a Lua crescente simbolizava proteção.
Apedemak foi o principal deus da dinastia de Meroé na Núbia, substituindo Amani (nome pelo qual os núbios adoravam Amom, um dos principais deuses egípcios).

## Galeria

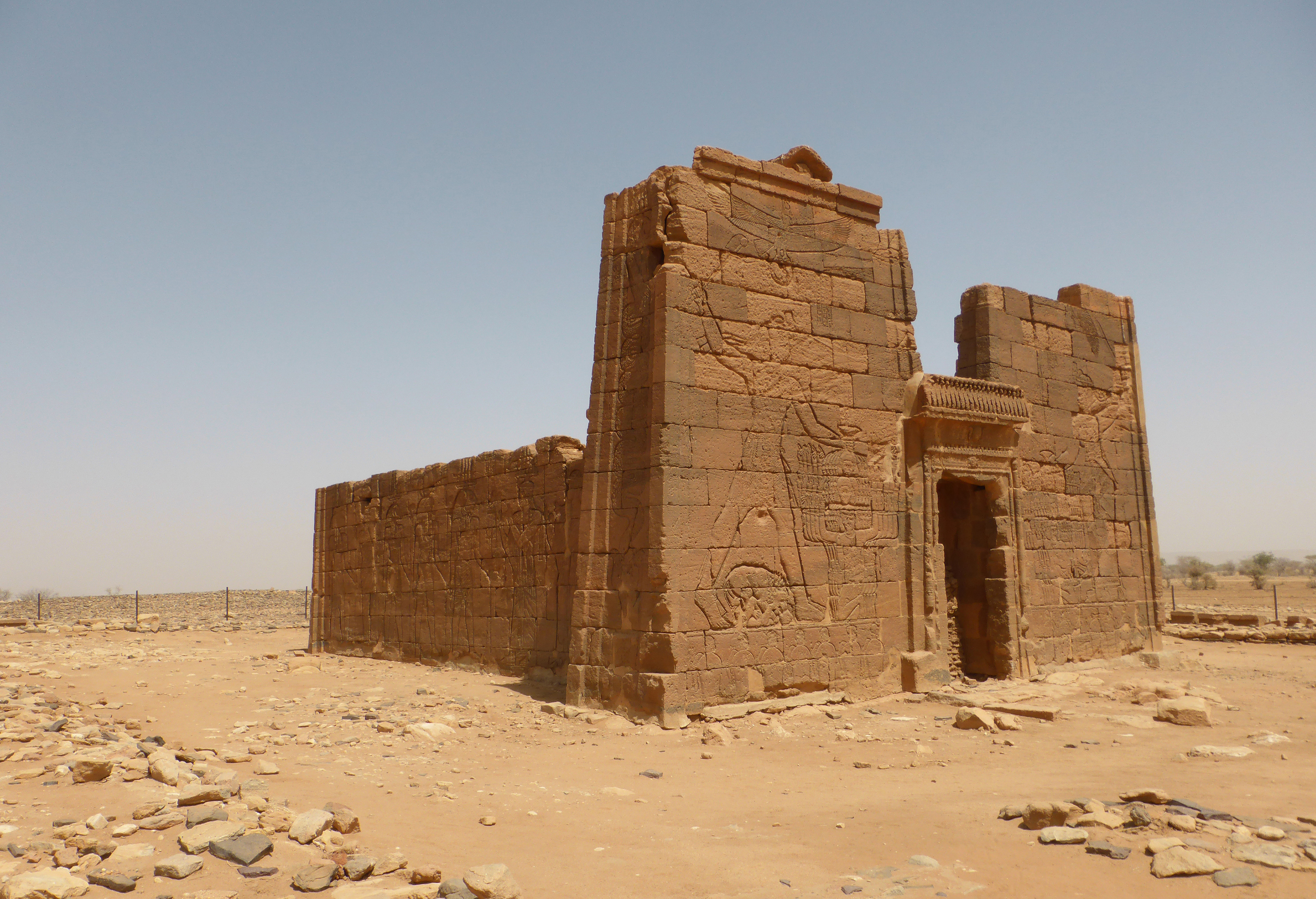
Templo de Apedemak em Naqa
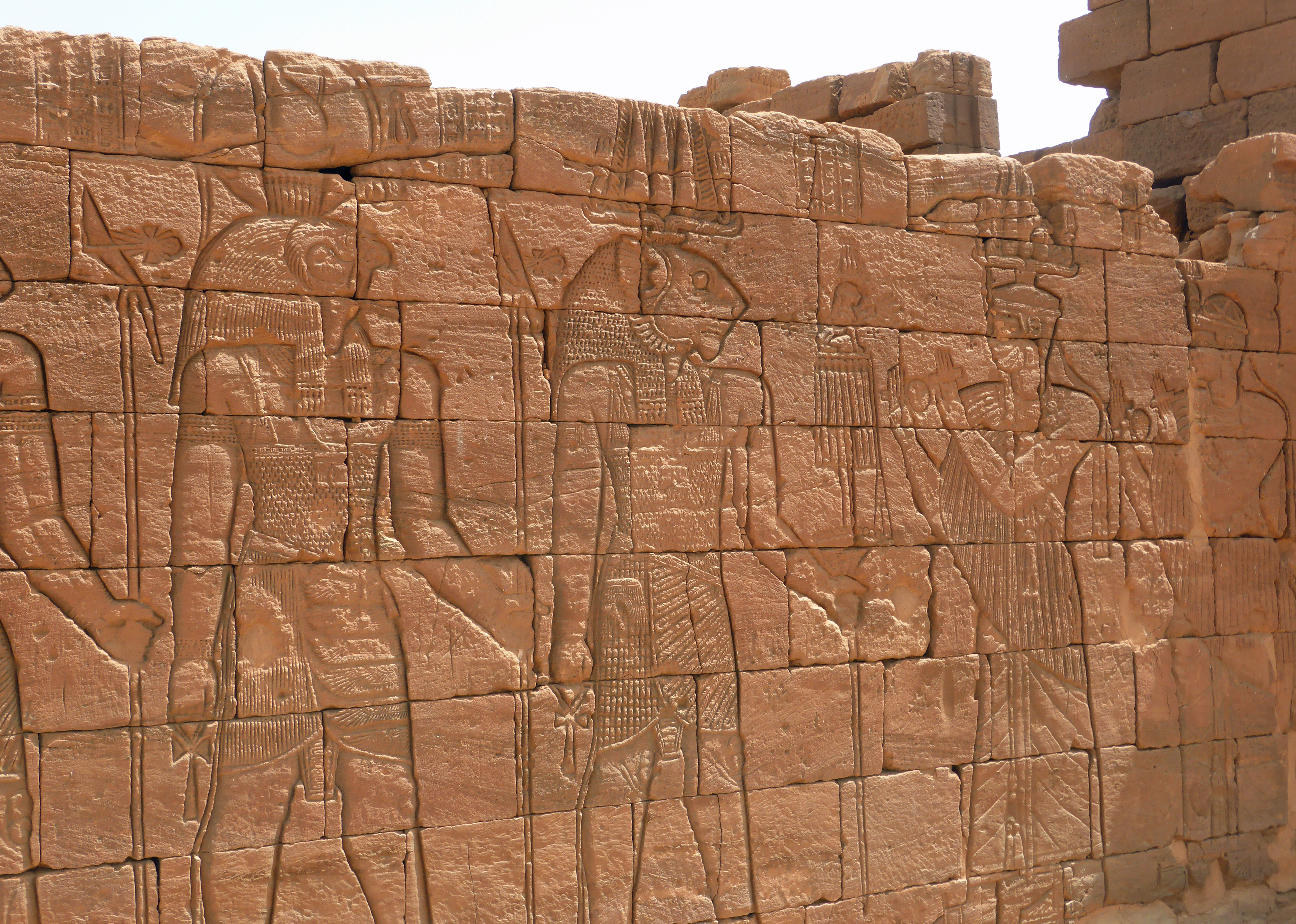
Detalhe do Templo de Apedemak em Naqa
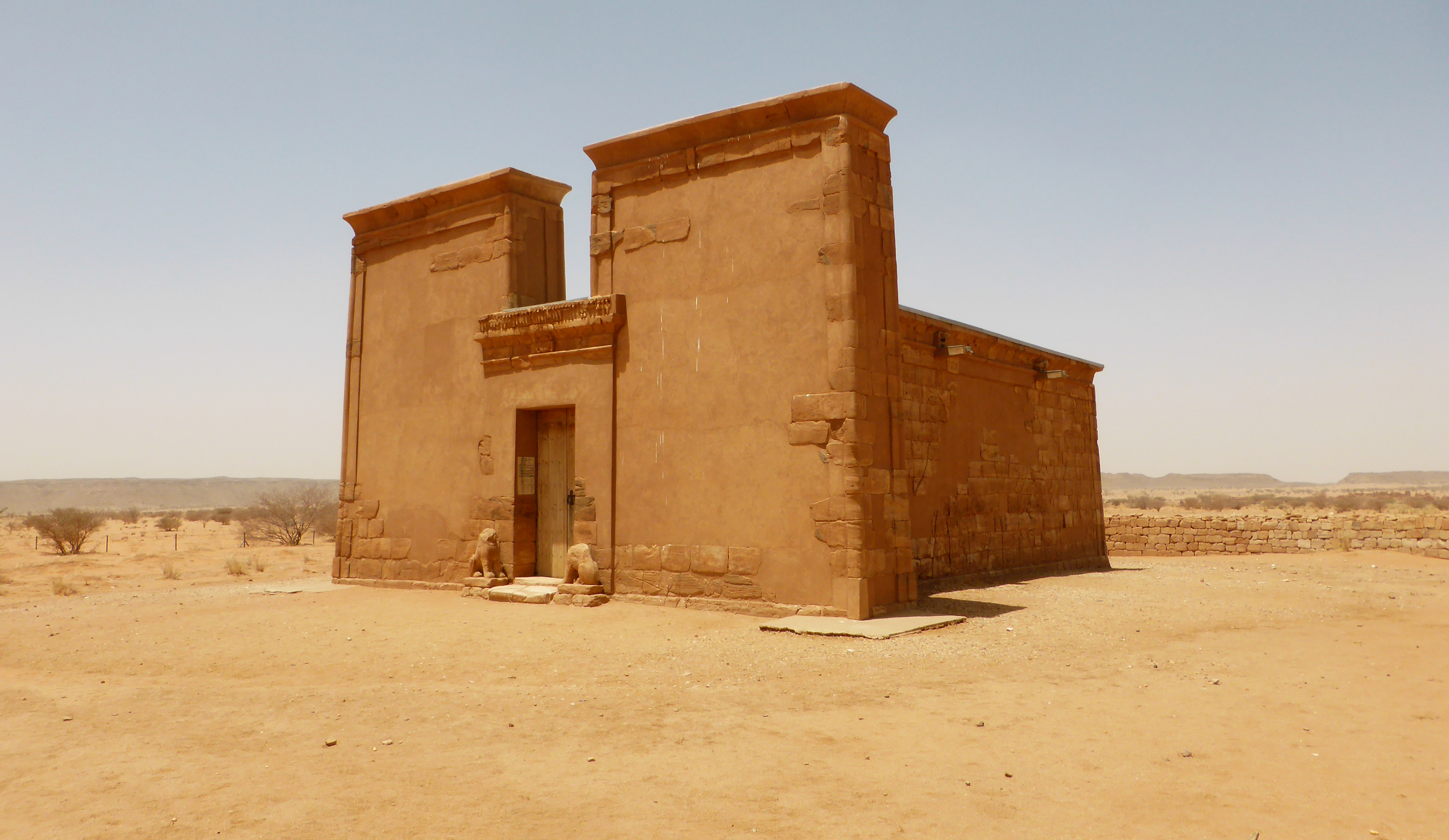
Templo de Apedemak em Muçauarate Sufra
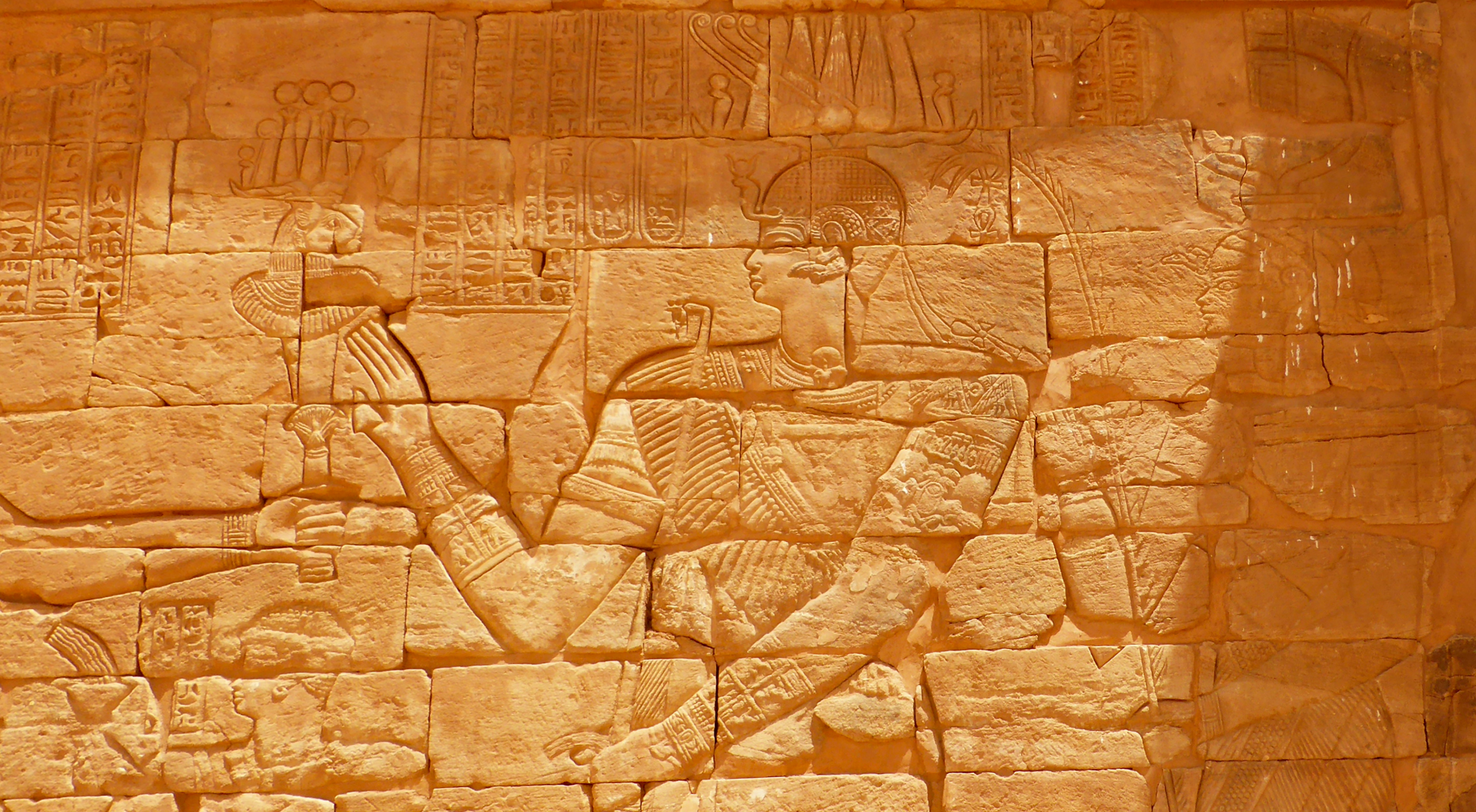
Detalhe do Templo de Apedemak em Muçauarate Sufra
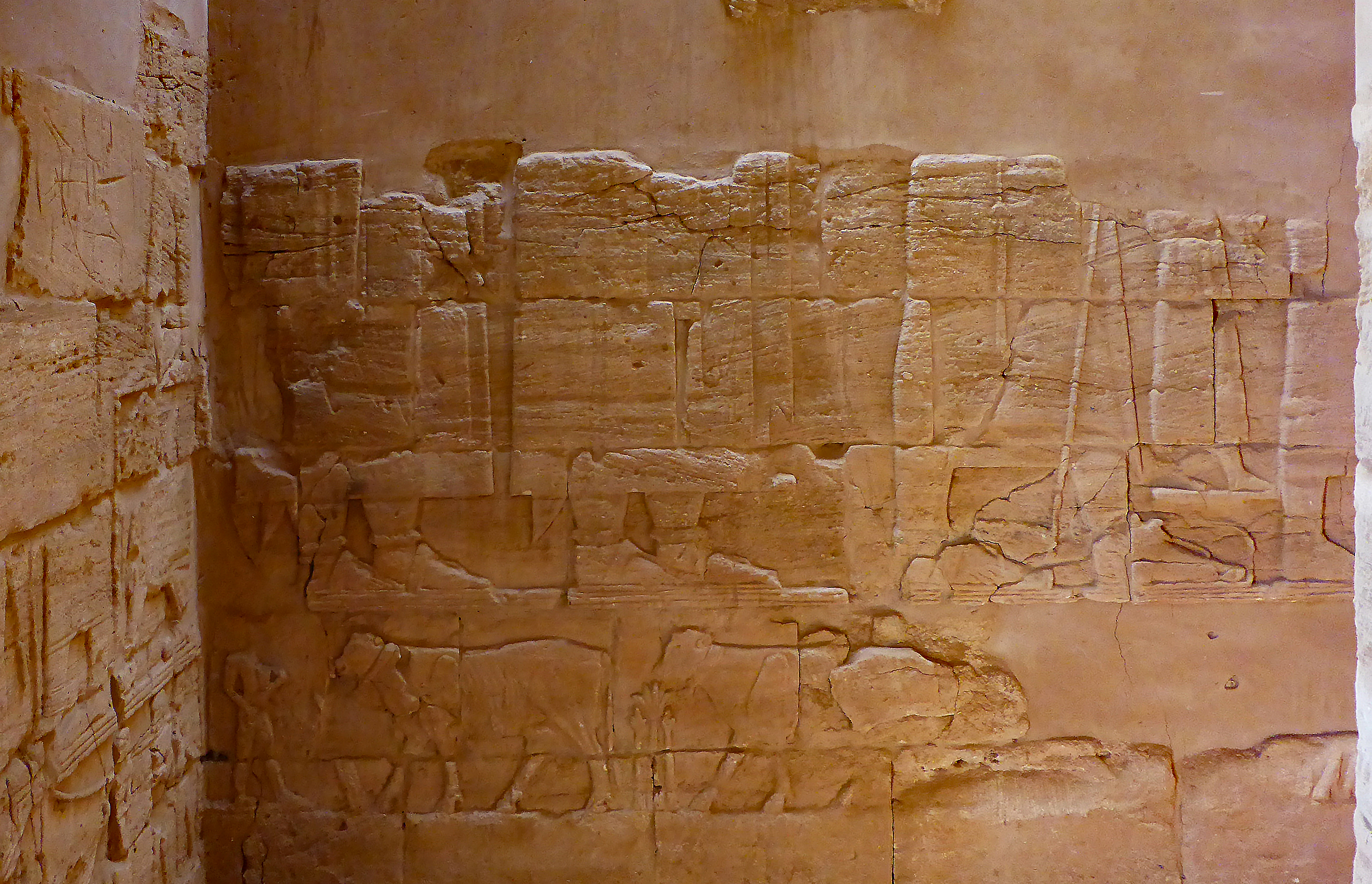
Detalhe do Templo de Apedemak em Muçauarate Sufra
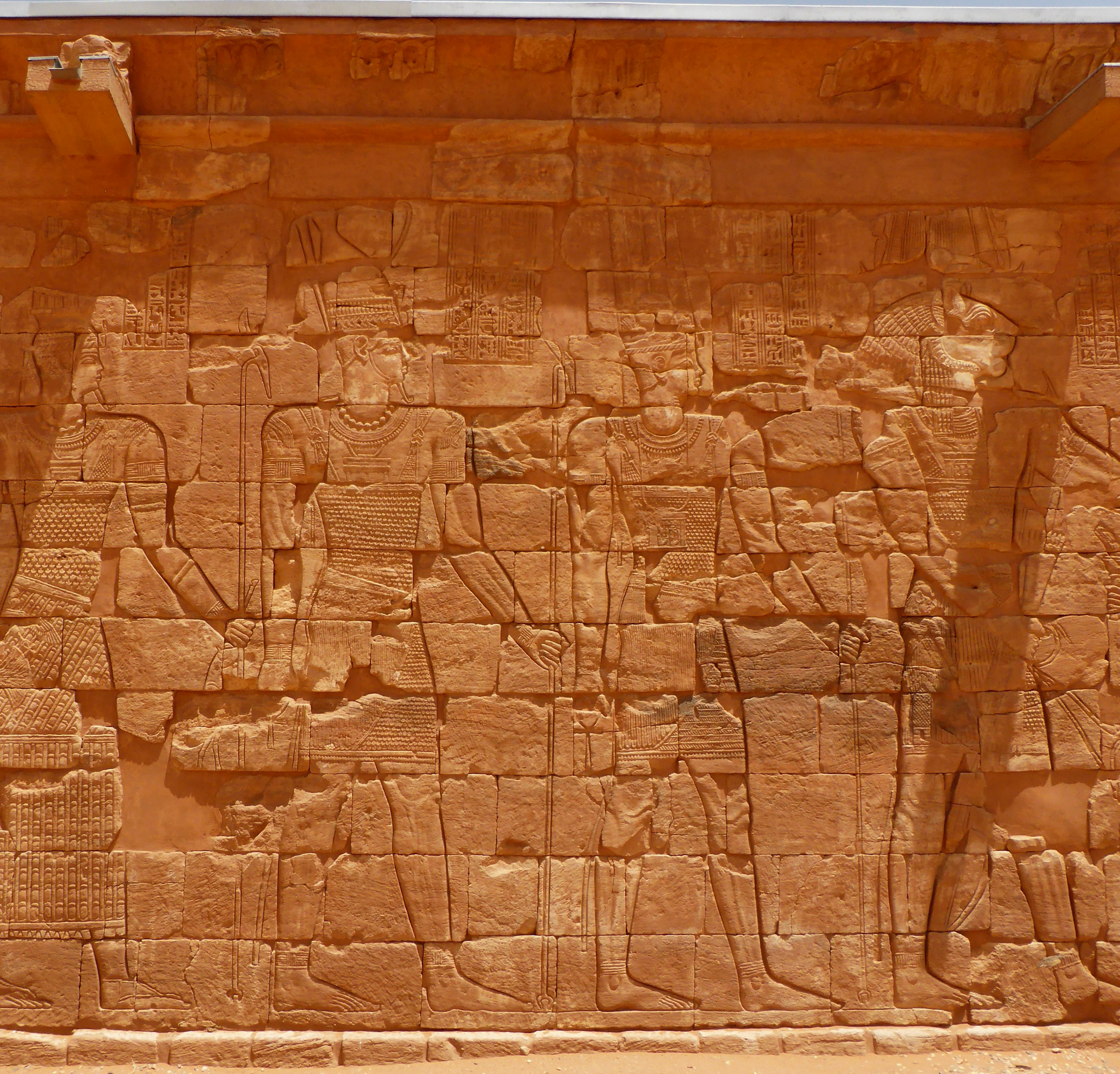
Detalhe do Templo de Apedemak em Muçauarate Sufra
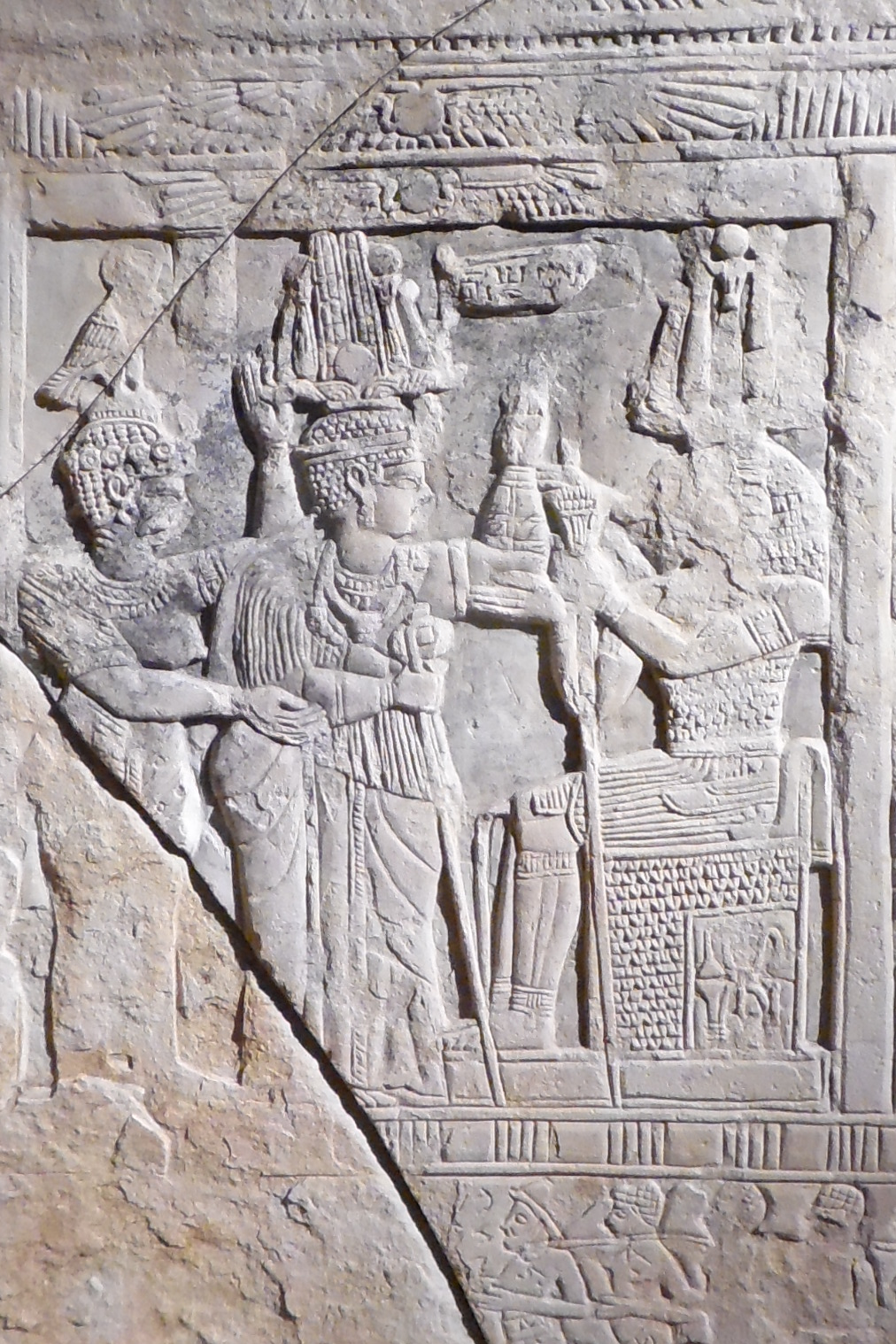
Relevo da rainha Amani-Xaquéto, juntamente com Apedemak. século I a.C.-século I d.C.